# Wolfmother
Wolfmother ist eine australische Rockband aus Erskineville, einem Stadtteil von Sydney. Ihre Musik wird häufig als Stoner Rock beschrieben. Angeknüpft wird an den Stil von Bands wie Led Zeppelin, Black Sabbath, AC/DC, Aerosmith, Deep Purple und Black Crowes.

## Bandgeschichte
Die Band wurde im Jahre 2000 gegründet. Im September 2003 veröffentlichte die Band ihre gleichnamige Debüt-EP bei dem Label Modular Recordings. 2005 nahmen sie in Los Angeles zusammen mit dem Produzenten Dave Sardy (u. a. Slayer, Marilyn Manson, Oasis) ihr ebenfalls Wolfmother betiteltes erstes Album auf, das im Oktober 2005 veröffentlicht wurde. Mit diesem Album erzielten sie Erfolge in den australischen (Platz 3), den US-amerikanischen (Platz 22) und den britischen Charts (Platz 25). In Australien erzielte das Album 5-fach-Platin.
Im selben Jahr gewannen sie den J Award, der vom australischen Radiosender Triple J verliehen wird, für das beste Album. Im Rolling Stone Magazin wurden sie unter den Top 10 Bands to Watch 2006 (in etwa: Bands, die man im Auge behalten sollte) aufgeführt.
Bei den Grammy Awards 2006 gewann der Song Woman den Grammy in der Kategorie „Beste Hard-Rock-Darbietung“.
2006 spielten sie Auftritte auf großen Festivals wie dem australischen Big Day Out und dem Hurricane Festival bei Scheeßel zwischen Hamburg und Bremen. 2007 traten sie unter anderem auf dem Roskilde-Festival und bei Rock am Ring, sowie bei Rock im Park auf.
Ihr Song Love Train fand 2006 in einem Apple-iPod-Werbespot Verwendung. Joker & the Thief wurde für den Film Jackass Nummer 2 als Titelsong gewählt, in Shrek der Dritte gespielt, und es taucht in der Werbung des Peugeot 308SW auf. Ebenso wurde Joker & The Thief in der Komödie Hangover verwendet. Außerdem unterlegt das sehr einprägsame Intro des Songs die erste Flucht des Hauptcharakters Smith im Film Shoot ’Em Up; Woman lief zu seiner Zeit in einer Xbox 360 Werbung zum Spiel Guitar Hero II, wo es auch ein spielbarer Song ist. Des Weiteren tauchen die Songs Dimension und Pyramid im Videospiel FlatOut 2 auf. Zudem taucht der Song Joker and the Thief im Rennspiel Need for Speed: Carbon und im Rallyspiel Colin Mcrae Dirt auf, sowie Woman in Motorstorm und Pure, zwei weiteren Rennspielen unter anderem auch in Tony Hawk's Project 8. In der Liebeskomödie „500 Days of Summer“ tauchte der Song Vagabond aus ihrem ersten Album auf.
Im Jahr 2007 hatten sie einen Auftritt bei dem Live-Earth-Konzert in Sydney. Hier spielte die Band unter anderem Woman, Apple Tree, Pleased to Meet You sowie Dimension.
Am 7. August 2008 gaben Ross und Heskett ihren Austritt aus der Band bekannt. Stockdale will mit neuen Musikern weiterhin unter dem Namen Wolfmother aktiv sein. 2009 erschien daraufhin das neue Album Cosmic Egg.
2010 sollte Wolfmother als Vorband von Kiss auftreten, sagte jedoch später die Auftritte krankheitsbedingt ab.
Auf dem 2010 erschienenen selbstbetitelten Soloalbum des Ex-Guns-N’-Roses-Gitarristen Slash sang Andrew Stockdale das Lied By The Sword, das dann auch als erste Single veröffentlicht wurde.
Am 22. April 2010 gab die Band bekannt, dass Dave Atkins aus der Band ausgetreten ist. Der neue Schlagzeuger ist Will Rockwell-Scott.
Am 8. März 2013 stellte Stockdale das neue Album zum Gratisdownload auf SoundCloud, jedoch unter seinem Namen. Er meinte, dass er keine Lust habe, dieses Album Wolfmother zu nennen oder unter diesem Namen Konzerte zu spielen. Was das für die Zukunft Wolfmothers bedeutete, war zum damaligen Zeitpunkt noch offen. Gleichentags gab Andrew Stockdale bekannt, dass sich Wolfmother vorübergehend aufgelöst habe, die aktuelle Formation als Solo-Projekt weitergeführt werde. Im Juli desselben Jahres wurde bekannt, dass Wolfmother wieder live auf Tour gehen. Noch im selben Monat trat Schlagzeuger Elliot Hammond aus.
Am 23. März 2014 veröffentlichte die Band ihr drittes Studioalbum mit dem Titel New Crown auf dem Online-Musik-Portal Bandcamp, ohne dies im Vorfeld, wie sonst üblich, zu promoten.
Am 19. Februar 2016 erschien mit Victorious das vierte Studioalbum der Band. Schlagzeug spielten die Studiomusiker Josh Freese und Joey Waronker, während bei der anschließenden Tour Alex Carapetis am Schlagzeug saß.

## Diskografie

### Studioalben
| Jahr | Titel            | Höchstplatzierung, Gesamtwochen, AuszeichnungChartplatzierungen (Jahr, Titel, Platzierungen, Wochen, Auszeichnungen, Anmerkungen) | Höchstplatzierung, Gesamtwochen, AuszeichnungChartplatzierungen (Jahr, Titel, Platzierungen, Wochen, Auszeichnungen, Anmerkungen) | Höchstplatzierung, Gesamtwochen, AuszeichnungChartplatzierungen (Jahr, Titel, Platzierungen, Wochen, Auszeichnungen, Anmerkungen) | Höchstplatzierung, Gesamtwochen, AuszeichnungChartplatzierungen (Jahr, Titel, Platzierungen, Wochen, Auszeichnungen, Anmerkungen) | Höchstplatzierung, Gesamtwochen, AuszeichnungChartplatzierungen (Jahr, Titel, Platzierungen, Wochen, Auszeichnungen, Anmerkungen) | Höchstplatzierung, Gesamtwochen, AuszeichnungChartplatzierungen (Jahr, Titel, Platzierungen, Wochen, Auszeichnungen, Anmerkungen) | Anmerkungen                              |
| Jahr | Titel            | DE | AT | CH | UK | US | AU | Anmerkungen                              |
| ---- | ---------------- | --- | --- | --- | --- | --- | --- | ---------------------------------------- |
| 2004 | Wolfmother EP    | — | — | — | — | — | AU35 (6 Wo.)AU | Erstveröffentlichung: 27. September 2004 |
| 2005 | Wolfmother       | DE50 Gold · (10 Wo.)DE | AT59 (8 Wo.)AT | CH64 (8 Wo.)CH | UK25 Gold · (22 Wo.)UK | US22 Gold · (30 Wo.)US | AU3 ×5Fünffachplatin · (78 Wo.)AU                                                                                                 | Erstveröffentlichung: 31. Oktober 2005   |
| 2009 | Cosmic Egg       | DE11 (5 Wo.)DE | AT11 (5 Wo.)AT | CH26 (4 Wo.)CH | UK35 (2 Wo.)UK | US16 (4 Wo.)US | AU3 Platin · (9 Wo.)AU | Erstveröffentlichung: 23. Oktober 2009   |
| 2014 | New Crown        | — | — | — | — | US160 (1 Wo.)US | — | Erstveröffentlichung: 23. März 2014      |
| 2016 | Victorious       | DE9 (4 Wo.)DE | AT9 (4 Wo.)AT | CH5 (5 Wo.)CH | UK25 (1 Wo.)UK | US71 (1 Wo.)US | AU17 (3 Wo.)AU | Erstveröffentlichung: 19. Februar 2016   |
| 2019 | Rock'n'Roll Baby | — | — | — | — | — | — | Erstveröffentlichung: 29. Dezember 2019  |
| 2021 | Rock Out         | — | — | — | — | — | — | Erstveröffentlichung: 12. November 2021  |

Weitere Alben
- 2006: Dimensions
- 2007: Please Experience Wolfmother Live
- 2010: iTunes Live from Sydney

### Singles
| Jahr | Titel Album                  | Höchstplatzierung, Gesamtwochen, AuszeichnungChartplatzierungen (Jahr, Titel, Album, Platzierungen, Wochen, Auszeichnungen, Anmerkungen) | Höchstplatzierung, Gesamtwochen, AuszeichnungChartplatzierungen (Jahr, Titel, Album, Platzierungen, Wochen, Auszeichnungen, Anmerkungen) | Höchstplatzierung, Gesamtwochen, AuszeichnungChartplatzierungen (Jahr, Titel, Album, Platzierungen, Wochen, Auszeichnungen, Anmerkungen) | Höchstplatzierung, Gesamtwochen, AuszeichnungChartplatzierungen (Jahr, Titel, Album, Platzierungen, Wochen, Auszeichnungen, Anmerkungen) | Höchstplatzierung, Gesamtwochen, AuszeichnungChartplatzierungen (Jahr, Titel, Album, Platzierungen, Wochen, Auszeichnungen, Anmerkungen) | Höchstplatzierung, Gesamtwochen, AuszeichnungChartplatzierungen (Jahr, Titel, Album, Platzierungen, Wochen, Auszeichnungen, Anmerkungen) | Anmerkungen                              |
| Jahr | Titel Album                  | DE | AT | CH | UK | US | AU | Anmerkungen                              |
| ---- | ---------------------------- | --- | --- | --- | --- | --- | --- | ---------------------------------------- |
| 2005 | Mind’s Eye Wolfmother        | — | — | — | — | — | AU29 (6 Wo.)AU | Erstveröffentlichung: 16. Oktober 2005   |
| 2006 | White Unicorn Wolfmother     | — | — | — | — | — | AU33 (3 Wo.)AU | Erstveröffentlichung: 26. Februar 2006   |
| 2006 | Dimension Wolfmother         | — | — | — | UK49 (3 Wo.)UK | — | — | Erstveröffentlichung: 17. April 2006     |
| 2006 | Woman Wolfmother             | — | — | — | UK31 Silber · (5 Wo.)UK | — | AU34 (10 Wo.)AU | Erstveröffentlichung: 17. Juni 2006      |
| 2006 | Love Train Wolfmother        | — | — | — | UK62 (1 Wo.)UK | — | — | Erstveröffentlichung: 18. September 2006 |
| 2006 | Joker & the Thief Wolfmother | — | — | — | UK64 Silber · (1 Wo.)UK | — | AU8 Gold · (29 Wo.)AU | Erstveröffentlichung: 26. Oktober 2006   |
| 2009 | New Moon Rising Cosmic Egg   | — | AT73 (1 Wo.)AT | — | — | — | AU50 (1 Wo.)AU | Erstveröffentlichung: 25. August 2009    |

Weitere Singles
- 2009: Back Round
- 2010: White Feather
- 2010: Far Away
- 2015: Victorious
- 2023: Stay a Little Longer

## Auszeichnungen für Musikverkäufe
| Goldene Schallplatte - Kanada - 2007: für das Album Wolfmother | Platin-Schallplatte - Neuseeland - 2021: für die Single Joker & the Thief - 2024: für das Album Wolfmother |

Anmerkung: Auszeichnungen in Ländern aus den Charttabellen bzw. Chartboxen sind in ebendiesen zu finden.
| Land/RegionAuszeichnungen für Musikverkäufe (Land/Region, Auszeichnungen, Verkäufe, Quellen) | Silber     | Gold     | Platin     | Verkäufe | Quellen               |
| -------------------------------------------------------------------------------------------- | ---------- | -------- | ---------- | -------- | --------------------- |
| Australien (ARIA)                                                                            | —          | Gold1    | 6× Platin6 | 455.000  | aria.com.au           |
| Deutschland (BVMI)                                                                           | —          | Gold1    | —          | 100.000  | musikindustrie.de     |
| Kanada (MC)                                                                                  | —          | Gold1    | —          | 50.000   | musiccanada.com       |
| Neuseeland (RMNZ)                                                                            | —          | —        | 2× Platin2 | 45.000   | radioscope.net.nz NZ2 |
| Vereinigte Staaten (RIAA)                                                                    | —          | Gold1    | —          | 500.000  | riaa.com              |
| Vereinigtes Königreich (BPI)                                                                 | 2× Silber2 | Gold1    | —          | 500.000  | bpi.co.uk             |
| Insgesamt                                                                                    | 2× Silber2 | 5× Gold5 | 8× Platin8 |          |                       |

## Trivia
In den letzten fünf Filmen des Regisseurs Todd Phillips ist jeweils ein Wolfmother-Song zu hören.
- Dimension – Der Date Profi (2006)
- Joker & The Thief – Hangover (2009)
- New Moon Rising – Stichtag (2010)
- Love Train – Hangover 2 (2011)
- Apple Tree – Hangover 3 (2013)

In Episode 13 von Staffel 11 der US-amerikanischen Animationsserie South Park, in der die Videospielreihe Guitar Hero parodiert wird, spielen die Protagonisten Stan und Kyle zum Ende der Folge den Wolfmother-Song Woman.